# Nicolas Geremus
Nicolas Geremus (geb. Tramitz, * 1959 in München) ist ein deutscher Violinist und Primgeiger bei den Wiener Symphonikern.

## Leben und Wirken
Nicolas Tramitz erhielt seinen ersten Violinunterricht im Alter von sechs Jahren. 1971 war er erster Preisträger beim Wettbewerb Jugend musiziert in Bayern. Nach einem Gaststudium im Jahr 1976/77 an der Hochschule für Musik in München studierte er von 1978 bis 1987 an der Hochschule für Musik und Darstellende Kunst in Wien, unter anderem bei Franz Samohyl und Gerhard Schulz (Alban-Berg-Quartett).
Geremus ist seit 1986 Primgeiger bei den Wiener Symphonikern. Von 1988 bis 1990 war er Mitglied des Modern String Quartet München. Seit 1996 ist er Primarius des Johann Strauss Quartetts Wien. Zudem ist er Gründungsmitglied und erster Konzertmeister des 1999 gegründeten Ambassade Orchester Wien. Weiterhin tritt er mit einem von ihm gegründeten Jazz-Trio, dem „Niki Geremus Trio“, auf.

## Privates
Geremus entstammt mütterlicherseits der Schauspieler- und Künstlerfamilie Hörbiger und ist ein Enkel von Paul Hörbiger und Bruder von Christian Tramitz. Er ist verheiratet und hat zwei Söhne. Seit 1978 hat er seinen Wohnsitz in Wien.

## Diskografie
- Leichtes Blut, Leitung: Christian W. Schulz (1998)
- Grüß’ mir mein Wien, Leitung: Christian W. Schulz, Rudolf Streicher (2002)
- Niemand glaubt … - Live im Musikverein, Leitung: Aleksey Igudesman (2002)
- life for the moment (mit Hot Pants Road Club), Leitung: Christian Kolonovits, offizielle Life-Ball-CD (2002)
- Entertainer (mit Alfons Haider), Leitung: Augustin Lehfuss (2004)
- Paris Blues, Niki Geremus Trio (2006)